# Caméra Kodak High Speed
La High Speed Camera est une caméra film au Format 16 mm, pouvant atteindre une cadence de prise de vues de 3 200 images par seconde, fabriquée par la société Kodak à partir de 1946. 

## Description
La Kodak High Speed Camera a l’allure massive d’une machine de laboratoire scientifique. Elle n’est en effet pas prévue pour le cinéma de divertissement mais pour permettre aux industriels d’analyser des phénomènes mécaniques, chimiques ou électriques extrêmement brefs au point où l’œil humain nu est incapable d’en suivre le déroulement. À preuve sa contenance de 30 mètres de pellicule 16 mm qui, à la cadence de 3 200 images par seconde, est impressionnée en à peine plus d’une seconde ! Le ralenti obtenu en projection est alors de plus de 130 fois.
Le mécanisme utilisé par toutes les caméras à cadences normales (voire à petit ralenti) est le système des griffes actionnées par une came excentrique mis au point en 1895 par Louis Lumière. Aux cadences supérieures, ce mécanisme est interdit : le film doit se dérouler en continu derrière l’objectif, sans le mouvement intermittent traditionnel.
« Chaque film enregistré par la High Speed Camera comprend plusieurs milliers d'images représentant individuellement un instantané très bref du mouvement du sujet. Ces images sont enregistrées à une fréquence pouvant atteindre 3 200 images par seconde, fréquence suffisamment rapide pour étudier la plupart des problèmes industriels se rapportant au mouvement d'éléments mécaniques ou de fluides. Elles constituent en outre un enregistrement permanent susceptible d'être observé, étudié et mesuré à plusieurs reprises. »

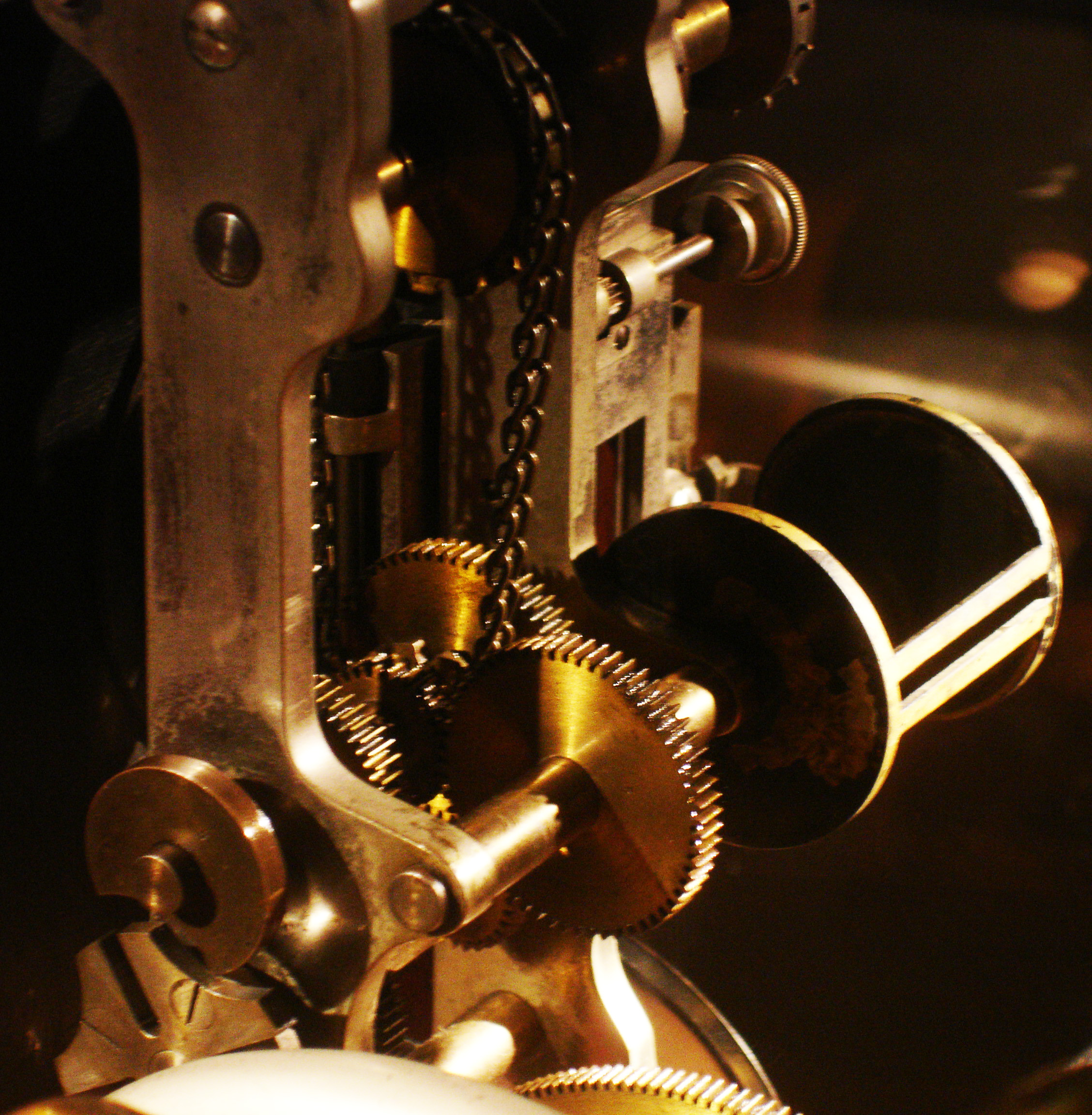
1908 : obturateur cylindrique de projection (à droite, devant la fenêtre de cadrage du film).

L’obtention de photogrammes est assurée par le procédé de la compensation optique, et plus spécialement dans ce modèle par une lame à faces parallèles installée dans l’obturateur cylindrique (système inventé en 1908 par Donald Joseph Bell qui allait mettre au point les caméras Bell & Howell) qui tourne perpendiculairement à la fenêtre de cadrage du film (voir la photo indicative qui montre l’invention de Bell pour remplacer l’obturateur à disque mobile des appareils de projection).
La lame à faces parallèles reçoit l’image donnée par l’objectif et sa rotation permet, par déplacement dans l’espace de cette image, de suivre la pellicule vierge pendant le temps nécessaire à son exposition. Lorsque la lame n’est plus frappée par la lumière, il s’ensuit sur la pellicule l’enregistrement d’une barre de séparation des photogrammes et à chaque nouveau tour, la lame fait enregistrer une nouvelle image, ad libitum. La difficulté de conception est de faire coïncider exactement le déplacement du faisceau lumineux provoqué par la lame, avec le déplacement continu de la pellicule assuré par deux débiteurs dentés. « Le rapport des engrenages interposés entre l'axe de l'obturateur à lame et les axes de débiteurs est déterminé de façon à faire correspondre exactement la vitesse de déplacement du film à la déviation d'image provoquée par la rotation de la lame. »